# Or Vandine
Or Vandine là bác sĩ và chính trị gia Campuchia hiện đang giữ chức vụ Quốc vụ khanh kiêm người phát ngôn của Bộ Y tế. Bà từng gây tiếng vang trong đại dịch COVID-19 ở Campuchia trên cương vị là người phát ngôn của Bộ Y tế nước này. Tháng 3 năm 2021, bà được bổ nhiệm làm người đứng đầu ủy ban tiêm chủng của Campuchia.
Bà là học giả Fulbright và tốt nghiệp Thạc sĩ Y tế Công cộng của Đại học Yale.